# Papež Gregor XII.
Papež Gregor XII. (rojen kot Angelo Correr; tudi Angelo Corrario), italijanski rimskokatoliški duhovnik, škof, kardinal in papež, * 1327, Benetke (Beneška republika); † 18. oktober 1417, Recanati (Marke, Papeška država danes: Italija).
Bil je papež med 1406 in 1415.

## Življenjepis

### Mladost in cerkvene službe
Angel Correr, sin beneškega patricija Nikolaja di Pietro in matere po imenu Polissena, se je rodil okrog 1327 – po nekaterih pozneje, do 1335 ali celo 1345 – v Benetkah. 23. marca 1377 ga je beneški senat (consiglio dei pregadi) priporočil Gregorju XI. za popolnitev izpraznjenega dekanata v Chiesa di santa Corona v Vicenzi, ki ga je zadržal vse do leta 1390, celo potem, ko je postal škof v začetku 1380 v beneški škofiji Castello in mu je čestitala tudi Katarina Sienska. Študiral je na teološki fakulteti  na Bolonjski univerzi, kjer je tudi doktoriral in postal »sacre pagine professor« (predavatelj svetega pisma). V usodnih letih zahodnega razkola je ostal zvest »rimski papeški veji«. 

Urban VI.  mu je zaupal 1387 nalogo izterjevalca cerkvenega davka »in Veneciis et nonnullis aliis partibus«  Postal je torej odgovoren za zbiranje dohodkov na velikem področju, ki je zajemalo Verono, Vicenzo, Gradeški patriarhat, Istro, Dalmacijo in severno Albanijo. 

1389 je papež pooblastil Benečane, da pokrivajo latinski carigrajski patriarhat in 1390 je Correra imenoval Bonifacij IX.  za naslovnega carigrajskega patriarha, a 1395 je postal apostolski administrator škofije Corone  na Peloponezu. 

1397 je iz Benetk odšel v Rim, kjer mu je papež Bonifacij IX. zaupal 1399 nalogo nuncija v Neaplju. 4. aprila 1405 je postal upravnik Mark, a 12. junija 1405 je prejel imenovanje za kardinala-duhovnika pri San Marco. 

### Papež
Zaradi njegove velike pobožnosti in iskrene želje za dokončanje razkola so kardinali na konklavah po smrti Inocenca VII. enodušno izvolili za papež a Angela Correra 30. novembra 1406. Privzel si je ime Gregor XII.; umeščen in kronan je bil 19. decembra istega leta. Pred papeškimi volitvami je vsak kardinal prisegel, da bo v primeru izvolitve končal razkol, četudi bi se moral odpovedati papeštvu, če bo tudi njegov tekmec v Avignonu, Benedikt XIII., storil enako. Gregor je po nastopu službe ponovil svojo prisego in je vse kazalo na to, da se je bo držal. 12. decembra 1406 je obvestil Benedikta o svoji izvolitvi in o pogojih, pod katerimi jo je sprejel. Obenem je ponovil svojo pripravljenost, da odloži tiaro, če bo tudi Benedikt storil enako. Benedikt je očitno soglašal z Gregorjevimi predlogi in izrazil željo, da bi se z njim pogovoril. Po dolgih pogajanjih sta se dogovorila pontifika, da se bosta srečala v Savoni na neopredeljenem ligurskem ozemlju. Do tega srečanja pa ni nikoli prišlo. Čeprav je Benedikt odkrito izražal svojo željo, da se sreča z Gregorjem, je imel različne razloge, da se ne bi odpovedal papeštvu; in tudi Gregor, čeprav je imel na začetku iskreno željo, je začel omahovati. Gregorjevi sorodniki, katerim je bil kar naprej pretirano naklonjen, iz političnih razlogov pa tudi neapeljski kralj Ladislav Drački – so bili pripravljeni storiti vse, da bi preprečili to srečanje papežev. Resnični ali namišljeni razlog, ki ga je Gregor navajal za zavrnitev srečanja, je bil njegov strah, da je Benedikt do njega sovražno razpoložen in da bo uporabil srečanje le kot zvijačo, s katero ga bo lahko ujel. 
  
Kardinali so Gregorju očitno pokazali svoje nezadovoljstvo s takim stališčem ter mu dali do znanja, da ga bodo zapustili. Vse več kardinalov, ki so videli v tem edini izhod iz razkola, se je odvračalo od njega, enako je storila tudi večina kardinalov avinjonske veje. Skupno so se zbrali na Pizanskem koncilu, da bi odpravili razkol. Koncil v Pisi 1409 je torej odstavil oba papeža in izvolil novega. Zadeve pa to ni rešilo, ampak jo je le še bolj zapletlo. 

Ta cerkveni zbor Cerkvi torej ni prinesel želene enotnosti, še manj potrebne cerkvene obnove, ki jo je preložil na kako naslednje zborovanje. Čeprav si je odkritosrčno prizadeval – seveda na napačni podlagi konciliarizma – za odpravo razkola, je cerkvene razmere še poslabšal, ker je ustvaril z izvolitvijo tretjega papeža – medtem ko se obstoječa nista odpovedala – le še en nov razkol: iz hude dvojnosti je po besedah neke sodobne razprave nastala od vseh prekleta trojnost. . 

## Zahodni razkol
Zahodni razkol imenujemo obdobje v cerkveni zgodovini, ko je katoliška Cerkev imela dva ali celo tri papeže. Nastal je leta 1378 in ni bil verske ali nravne narave, ampak so ga povzročili človeški dejavnik, politične razmere in iskanje primernih oseb za to vzvišeno službo. Začelo se je, ko so kardinali pod hudim pritiskom rimske drhali izvolili 1378 Italijana Urbana VI.. Najbrž je novemu papežu čast stopila v glavo in se je začel obnašati oblastno in bahato, brezobzirno in surovo ne le do vernikov, ampak tudi do kardinalov - v nasprotju s svojim dozdajšnjim vedenjem, ki je bilo dotlej spoštljivo in uglajeno. 

Nasprotovanja so prerasla v odkrit upor. Vsi francoski kardinali, ki so se jim kasneje pridružili tudi trije italijanski, so odšli iz Rima pod zdravstveno pretvezo. Ko so prišli v Anagni, so razglasili izvolitev Urbana VI. za neveljavno in sporočili vsemu krščanskemu svetu, da Urban zaradi duševnih motenj ni sposoben za najvišjo službo v Cerkvi. 20. septembra 1378 so v Fondiju izvolili »zakonitega« papeža, kardinala Roberta Ženevskega, ki si je izbral ime Klemen VII.. Urban se je odzval viharno: imenoval je 29 novih kardinalov in 29. aprila 1379 vojaško porazil pri Marinu Klemenovo vojsko. Klemen VII. se je tako odpravil v Avignon, kjer si je uredil svoj papeški sedež – in tako je prišlo do zahodnega razkola. Nekatere dežele so priznavali Klemena, druge pa Urbana. To nenaravno stanje je trajalo skoraj štiri desetletja (1378-1417). 
Razkol je v krščanstvo vnesel nepopisno zmedo; nihče ni več vedel, kdo je pravi papež in končalo se je z medsebojnim izobčenjem, da je bilo tako rekoč celo krščanstvo izobčeno. Tudi veliki ljudje tistega časa – celo svetniki – so se različno odločali. Med seboj so bili razdeljeni narodi, škofije in redovi. Današnji uradni seznam navaja med zakonitimi papeži rimsko vejo, in sicer Urbana VI. in njegove naslednike Bonifacija IX., Inocenca VII. in Gregorja XII.; Klemena VII., njegova naslednika Benedikta XIII. in Benedikta XIV. pa prišteva med protipapeže; enako seveda tudi koncilska papeža Aleksandra V. in Janeza XXIII. 

Iz tega čudnega stanja se je namreč izcimila tudi ideja konciliarizma, ki je trdil, da je koncil nad papežem. V tem duhu je ponujal rešitev Pisanski koncil - kar pa je prineslo kar tri papeže in še hujšo zmedo. 

### Gregorjev odnos do razkola
Papež Gregor XII. ima od vseh papežev rimske, avinjonske in pižanske veje največ zaslug za prenehanje zahodnega razkola. Pot do tega pa ni bila niti lahka niti hitra. Zapletati se je začelo že takoj po Inocencovi smrti.

Rimski kardinali so takoj obvestili francoskega kralja Karla VI.  o Inocencovi smrti; njegovi poslanci naj bi jih pregovorili, naj ne volijo novega papeža; ker pa se je potovanje zavleklo, je izmenjava poslancev trpela dalj časa kot potrpežljivost Rimljanov. Rimsko ljudstvo je zahtevalo papeške volitve, Ladislav Neapeljski je tudi pritiskal, pa so se kardinali sicer neradi vendarle podali v konklave. Sleherni od štirinajstih je prisegel, da se bo po izboru odpovedal papeštvu, če bo to isto storil avinjonski papež; v primeru njegove smrti pa bodo rimski in avinjonski kardinali skupno izvolili enotnega papeža. Izvoljeni papež se bo moral že v prvih mesecih po izvolitvi sestati s protipapežem in poskušati odpraviti razkol, o čemer bo moral poročati v konzistoriju. Ko je bil novi rimski papež izvoljen še pred prihodom francoskih odposlancev, je podpisal izjavo, ki se končuje takole: »Jaz, Gregor XII., ki sem bil izvoljen za papeža zadnjega novembra 1406, prisegam, sprejemam in potrjujem vse zgoraj navedene pogoje.« 

Gregor je še pred kronanjem poslal pisma »Pedru de Luna, ki ga nekateri razkolniki imenujejo Benedikt XIII.«, vladarjem in univerzam, v katerih je poudaril željo za spravo. To je povzročilo tako navdušenje, da so francoski škofje, ki so januarja 1407 zborovali v Parizu, izjavili: »Če se Benedikt ne bo odpovedal niti sedaj ne, ga bodo javno razglasili za razkolnika in heretika.« Po dolgem omahovanju sta se pontifika le dogovorila, da se bosta sešla v Savoni na god sv. Mihaela 1407. Francoski parlament je poslal torej poslanstvo h Gregorju s prošnjo, naj se odpove – enako tudi h Gregorju. Prvi je najprej sicer ustno obljubil, pisno pa ni hotel tega potrditi; sedaj se je pa premislil tudi Gregor, češ da se boji oboroženih mornarjev, ki jih je zbral njegov tekmec. Kakršenkoli sporazum je torej padel v vodo in porogljivo so govorili, da »se papeža le igrata s krščanstvom; prvi se kot kaka kopenska žival plaši morja, drugi pa kot kaka morska pošast trepeče pred kopnim.« 

Francoski kralj je ukazal prijeti Benedikta, ki je pobegnil v Aragonijo; vladarje je pozval, naj ne ubogajo nobenega od papežev; obojne kardinale pa je povabil, naj zapustijo svoja trmasta papeža in se sestanejo na neopredeljenem ozemlju. Kardinali so se res sešli v Livornu junija 1408 ter podpisali sporazum, po katerem bodo – da nadomestijo malomarnost dveh tekmecev za papeški sedež – kar oni sklicali za 25. marec 1409 koncil v Piso, na katerem se bosta papeža odpovedala ali pa ju bo on odstavil, ter nato izvolili novega naslednika apostola Petra. 

### Dela
- »Documenta Catholica Omnia« (v latinščini). Pridobljeno 6. decembra 2011.

## Odpoved in smrt
4. julija 1415 je odstopil kot papež, hkrati pa je postal kardinal-škof Porta e Santa Rufine. Umrl je 18. oktobra 1417 v Recanatiju. Pokopan je v tamkajšnji stolnici San Flaviano.